# Boston University
Boston University är ett amerikanskt privat universitet som ligger i Boston, Massachusetts och hade totalt 32 551 studenter (16 456 undergraduate students, 13 650 postgraduate students och 2 445 övriga) för hösten 2015. Universitetet är historiskt anslutet till Förenade Metodistkyrkan, men beskriver sig själv som ”nonsectarian”; att de inte är anslutna eller begränsade till någon speciell religiös gren. De är en av de största privata universiteten i USA efter antalet studenter och lärare, och en av Bostons största arbetsgivare. 
Boston University kategoriseras som ett RU/VH forskningsuniversitet (mycket hög forskningsverksamhet) i Carnegie Classification of Higher Education. Åren 2009-2010 hade Boston University forskningsutgifter för 407,8 miljoner dollar, eller 553 miljoner dollar om forskning som leds av medicinskolan vid Boston Medical Center räknas med. Boston University är medlem i Bostonkonsortiet för högre utbildning. 
Bland lärare och tidigare elever finns 6 Nobelpristagare, däribland Martin Luther King, Jr (Fil.dr. '55), 22 vinnare av Pulitzerpriset, och många Guggenheim- och MacArthurstipendiater. 
Universitetet erbjuder kandidatexamen, magisterexamen, och doktorsexamen, och även läkar- och tandläkarexamen genom 18 skolor och högskolor på campus. Det huvudsakliga campusområdet ligger längs Charles River i Bostons bostadsområden Fenway-Kenmore och Allston, medan Boston University Medical Campus ligger i South End-området. Boston University driver även 75 program för utlandsstudier i över 33 städer i 20 olika länder, och erbjuder även praktikmöjligheter i 10 olika länder (inklusive USA och utomlands). 
Deras idrottsförening, Boston University Terriers tävlar i NCAA:s division 1. Terriers är känt för ishockeyn på herrsidan, där de har vunnit fem nationella mästerskap.